# Affliction Entertainment
Affliction Entertainment (рус. Аффликшен Энтертейнмент) — американская организация, основанная производителем одежды Affliction и проводившая бои по смешанным единоборствам (ММА) в период с июля 2008 по июль 2009. Несмотря на короткий срок существования, компания успела показать поклонникам ММА ряд зрелищных боёв с участием знаменитых бойцов, не выступавших в самой большой организации ММА — Ultimate Fighting Championship. Среди прочих, в боях Affliction выступили Фёдор Емельяненко, Витор Белфорт, Джош Барнетт, Андрей Орловский, Мэтт Линдланд и другие известные бойцы.

## История
Affliction Entertainment провела два турнира в июле 2008 и январе 2009, которые транслировались по платному кабельному телевидению. Третий турнир, запланированный на 1 августа 2009, не состоялся, так как 22 июля выяснилось, что участник главного боя, Джош Барнетт, провалил допинговый тест. Не сумев подыскать замену Барнетту и в должной мере прорекламировать бой, компания отменила турнир. В связи со значительными инвестициями и отсутствием должного возврата, организаторы приняли решение вообще отказаться от проведения боёв по смешанным правилам.

## Турниры

### Affliction: Banned
Первый турнир под названием Affliction: Banned (рус. Изгнанные) состоялся 19 июля 2008 года в Анахайме, Калифорния. Список боёв возглавлял поединок между бывшим чемпионом Pride Fighting Championships Фёдором Емельяненко и бывшим чемпионом UFC Тимом Сильвия. Емельяненко потребовалось 36 секунд, чтобы взять американца на удушающий приём, после чего Фёдор стал первым и, пока единственным, чемпионом организации World Alliance of Mixed Martial Arts (WAMMA).
Всего «Изгнанные» собрали 14 832 зрителя на стадионе, где проходили бои, в результате чего, доход организаторов с касс составил порядка 2,1 миллиона долларов. Официальная сумма гонораров, выплаченная бойцам составила 3,3 миллиона долларов.
Полная карта боёв выглядела следующим образом:
Главная карта
| Весовая категория | Победитель        | Проигравший  | Способ               | Время         |
| ----------------- | ----------------- | ------------ | -------------------- | ------------- |
| Тяжёлый вес       | Фёдор Емельяненко | Тим Сильвия  | Удушающий приём      | 1 раунд, 0:36 |
| Тяжёлый вес       | Андрей Орловский  | Бен Ротвелл  | Нокаут               | 3 раунд, 1:13 |
| Тяжёлый вес       | Джош Барнетт      | Педро Риззо  | Нокаут               | 2 раунд, 1:44 |
| Полутяжёлый вес   | Ренато Собрал     | Майк Уайтхэд | Единогласное решение | 3 раунд, 5:00 |
| Средний вес       | Мэтт Линдланд     | Фабио Нагао  | Единогласное решение | 3 раунд, 5:00 |
| Полулёгкий вес    | Марк Хоминик      | Савант Янг   | Болевой приём        | 2 раунд, 4:25 |

Предварительная карта
| Весовая категория | Победитель              | Проигравший       | Способ               | Время         |
| ----------------- | ----------------------- | ----------------- | -------------------- | ------------- |
| Тяжёлый вес       | Пол Бентелло            | Гари Гудридж      | Единогласное решение | 3 раунд, 5:00 |
| Полутяжёлый вес   | Антониу Рожериу Ногейра | Эдвин Дьюи        | Технический нокаут   | 1 раунд, 4:06 |
| Средний вес       | Витор Белфорт           | Терри Мартин      | Нокаут               | 2 раунд, 3:12 |
| Полусредний вес   | Майк Пайл               | Джей Джей Эмброуз | Удушающий приём      | 1 раунд, 2:55 |

### Affliction: Day of Reckoning
Второй турнир Affliction под названием Day of Reckoning (с англ. — «День расплаты») состоялся 24 января 2009 года также в Анахайме. В главном бою вечера вновь выступил Фёдор Емельяненко, на этот раз вышедший против Андрея Орловского. Несмотря на медленное начало, Емельяненко нокаутировал Орловского, тем самым сохранив титул чемпиона WAMMA, а также завоевав неофициальную награду «Нокаут года» по версии спортивного обозревателя Sherdog. Турнир собрал 1,5 миллиона долларов на входе, в то время как суммарная зарплата составила 3,3 миллиона.
Полная карта боёв выглядела следующим образом:
Главная карта
| Весовая категория | Победитель        | Проигравший        | Способ                                | Время         |
| ----------------- | ----------------- | ------------------ | ------------------------------------- | ------------- |
| Тяжёлый вес       | Фёдор Емельяненко | Андрей Орловский   | Нокаут                                | 1 раунд, 3:14 |
| Тяжёлый вес       | Джош Барнетт      | Гилберт Ивел       | Сдача от ударов                       | 3 раунд, 3:05 |
| Средний вес       | Витор Белфорт     | Мэтт Линдланд      | Нокаут                                | 1 раунд, 0:37 |
| Полутяжёлый вес   | Ренату Собрал     | Сокуджу            | Удушающий прием «Треугольник»         | 2 раунд, 2:37 |
| Тяжёлый вес       | Пол Бентелло      | Кирилл Сидельников | Технический нокаут (остановка врачом) | 3 раунд, 4:18 |
| Лёгкий вес        | Дэн Лозон         | Бобби Грин         | Удушающий приём                       | 1 раунд, 4:55 |

Предварительная карта
| Весовая категория | Победитель              | Проигравший        | Способ                     | Время         |
| ----------------- | ----------------------- | ------------------ | -------------------------- | ------------- |
| Полутяжёлый вес   | Антониу Рожериу Ногейра | Владимир Матюшенко | Технический нокаут (удары) | 2 раунд, 4:26 |
| Полулёгкий        | Л. К. Дэвис             | Бао Квач           | Единогласное решение       | 3 раунд, 5:00 |
| Полусредний вес   | Бретт Купер             | Патрик Спейт       | Нокаут                     | 2 раунд, 4:39 |
| Полусредний вес   | Джей Хирон              | Джейсон Хай        | Нокаут                     | 1 раунд, 1:04 |

### Affliction: Trilogy
«Affliction: Trilogy» (рус. Трилогия) был запланирован на 1 августа 2009 года. В главном бою организаторы планировали преподнести настоящий подарок болельщикам: долгожданную встречу между Фёдором Емельяненко и Джошем Барнеттом, которые долгое время выступали в «Прайде», однако, по тем или иным причинам ни разу не встретились на ринге.
Однако, 22 июля, за 11 дней до турнира, стало известно что Калифорнийская атлетическая комиссия отказала Барнетту в выдаче лицензии на участие в бою из-за проваленного допинг-теста, в результате которого в крови спортсмена были обнаружены запрещённые препараты. Следует отметить, что в 2002 году Барнетт уже попадался на стероидах, что стоило ему чемпионского пояса UFC.
Из-за невозможности подыскать для Емельяненко нового соперника и в должной степени прорекламировать бой, организаторы были вынуждены отменить бой, а вместе с ним и весь турнир.

## Завершение деятельности и последствия
В результате провалившегося третьего турнира Affliction Entertainment свернула деятельность в качестве промоутера ММА: доходы, получаемые от билетов и продаж кабельных трансляций, не шли ни в какое сравнение с гонорарами бойцов, особенно, если учесть, что многие болельщики бесплатно смотрели бои через нелегальные трансляции по интернету. Affliction, производитель одежды, вернулся в UFC в качестве спонсора, а большинство бойцов были подписаны другими организациями, в частности, M-1 Global, Strikeforce и UFC. Джош Барнетт получил предложение участвовать в рестлерских матчах в Японии.